# Зять із провінції
«Зять із провінції» — радянський художній фільм 1987 року, знятий режисером Сакеном Наримбетовим на кіностудії «Казахфільм».

## Сюжет
Хлопець з аулу, на ім'я Єсен одружується з міською дівчиною, у якої родичі мають певне становище у суспільстві та входять до міської еліти. Зятя нова сім'я та їхні друзі привітно приймають у свій клан і відчиняють перед ним двері в інше життя, але Єсену не подобається такий спосіб життя. Він вирішує покарати нових знайомих та родичів, вступає у нерівну боротьбу з мафією і, звичайно, програє.

## У ролях
- Еміль Борончієв — Єсен
- Венера Нігматуліна — Алма, дружина Єсена
- Борислав Брондуков — Георгій Сафарович, заступник директора зоопарка (роль озвучена іншим актором)
- Віктор Іллічов — Іннокентій Вікторович
- Тунгишбай Жаманкулов — брат Алми
- Лінда Нігматуліна — Жинара, дочка Єсена
- Лідія Каденова — Софа
- Асмат Ткабладзе — дружина Георгія
- Олександр Поляков — Ігорьок
- Алі Мухаммад — Рашид
- Байтен Омаров — брат Алми
- Мейрман Нурекєєв — працівник автосервісу
- Макіль Куланбаєв — Ісатай-ага
- Бакен Кидикєєва — Шаріпа-апа, мати Алми
- Людмила Стоянова — наречена Алми
- Дімаш Ахімов — «Таксист»
- Калампир Айсангалієва — Лужан
- Тамаз Толорая — грузин
- Жанна Керімтаєва — дружина Кудайбергена
- Ментай Утепбергенов — Кудайберген
- Галина Андрєєва — Поліна Олексіївна
- Євген Попов — Григорій Терентійович, директор магазину парфумів
- Берік Баймагамбетов — син Лужан
- Досхан Жолжаксинов — Жапар
- Байкенже Бельбаєв — лейтенант міліції

## Знімальна група
- Режисер — Сакен Наримбетов
- Сценаристи — Сакен Наримбетов, Геннадій Хоменчук
- Оператор — Марат Дуганов
- Композитор — Сейдулла Байтереков
- Художник — Рустем Одінаєв